# Stjärtfläcksrasbora
Stjärtfläcksrasbora (Boraras urophthalmoides) är en fiskart som först beskrevs av Kottelat, 1991.  Stjärtfläcksrasbora ingår i släktet Boraras och familjen karpfiskar. IUCN kategoriserar arten globalt som nära hotad. Inga underarter finns listade i Catalogue of Life.